# Hansestaden Visby
Hansestaden Visby är ett världsarv instiftat 1994 bestående av Visby innerstad med ringmuren och området innanför. 

## Bakgrund
I norra Europa bildades hansor[när?], vilka var sammanslutningar av beväpnade handelsskepp. Det skulle dröja ett tag innan någon stad kunde kalla sig Hansestad. I Visby bildades "Det tyska Gotlandsfararesällskapet"[när?]. De kommande åren bosatte sig en hel del ryssar, danskar och speciellt tyska handelsmän i Visby. Det var också de bofasta tyskarna av detta sällskap som byggde nuvarande S:ta Maria domkyrka, färdigställd år 1225. Visby gick på 1280-talet med i "Wendiska stadsförbundet" som bestod av städer som Lübeck, Tallinn, Rostock, Riga o.s.v.
Det var först 1356 som det verkliga Hanseförbundet bildades.

## Världsarvet
Hansestaden Visby med Visby ringmur är sedan 1995 upptagen på Unescos världsarvslista. Världsarvskommitténs motivering löd: 
| ” | För dess enastående universella värde som representerar ett unikt exempel på en nordeuropeisk medeltida muromgärdad stad som bevarar med remarkabel fullständighet en stadsbild och en samling högkvalitativa uråldriga byggnader. | „ |

När Sverige 1984 anslöt sig till världsarvskonventionen fördes ett antal tänkbara världsarv upp på en svensk förslagslista. Bland dessa fanns Visby. Under de närmaste åren kom dock Visby att avföras från listan av Kulturdepartementet, främst på grund av att större delen av staden saknade skydd, endast tio byggnader innanför ringmuren var då byggnadsminnen. Sommaren 1993 antogs handlingsplanen Hansestaden Visby, Handlingsplan för Visby innerstad av Gotlands kommuns kommunfullmäktige, där kommunen bland annat avsåg att arbeta att få Visby att bli ett världsarv. Man fick snabbt stöd från Riksantikvarieämbetet som är en av de ämbetsverk som för regeringen lägger fram förslag på tentativa världsarv. Med länsstyrelsens stöd ökade man snabbt antalet byggnadsminnen, i december 1995 fanns 174 byggnadsminnesmärkta hus i Visby innerstad. Ansökan om Visby innerstad som världsarv inlämnades i september 1994.